# Avon Championships of Chicago 1981
Avon Championships of Chicago 1981  — жіночий тенісний турнір, що проходив на закритих кортах з килимовим покриттям International Amphitheatre в Чикаго (США). Належав до Avon Championships Circuit 1981. Турнір відбувся вдесяте і тривав з 26 січня до 1 лютого 1981 року. Перша сіяна Мартіна Навратілова здобула титул в одиночному розряді й отримала за це 35 тис. доларів США.

## Фінальна частина

### Одиночний розряд
Мартіна Навратілова —  Гана Мандлікова 6–4, 6–2
- Для Навратілової це був 2-й титул в одиночному розряді за рік і 47-й — за кар'єру.

### Парний розряд
Мартіна Навратілова /  Пем Шрайвер —  Барбара Поттер /  Шерон Волш 6–3, 6–1

## Розподіл призових грошей
| Дисципліна       | П       | F       | ПФ     | ЧФ     | 1/8    | 1/16   | 1/32 |
| Одиночний розряд | $35,000 | $17,000 | $8,900 | $4,250 | $2,300 | $1,200 | $650 |